# Dragon Ball: Ossu! Kaette Kita Son Gokū to Nakama-tachi!!
Dragon Ball: Sự trở lại của Sôn Gôku và những người bạn!! (ドラゴンボール オッス！帰ってきた孫悟空と仲間たち Doragon Bōru Ossu! Kaette Kita Son Gokū to Nakama-tachi!!) là OVAs Dragon Ball thứ hai được sản xuất vào ngày 21 tháng 9 năm 2008 tại Nhật Bản. Câu chuyện kể về sau cuộc chiến với Ma Bư, em trai Ca Đíc, Tarble cùng vợ là Gure đến Trái Đất cầu cứu anh trai tiêu diệt Abo và Cado.

## Phân vai
- Nozawa Masako vai Son Goku
- Nozawa Masako vai Son Gohan
- Nozawa Masako vai Son Goten
- Horikawa Ryō vai Vegeta
- Furuya Tōru vai Yamcha
- Tanaka Mayumi vai Krillin
- Furukawa Toshio vai Piccolo
- Tsuru Hiromi vai Bulma
- Tatsuta Naoki vai Oolong
- Watanabe Naoko vai Chi-Chi
- Kusao Takeshi vai Trunks
- Masuoka Hiroshi vai Quy lão Kamê
- Minaguchi Yūko vai Biden
- Gōri Daisuke vai Satan
- Itō Miki vai Poc
- Morita Masakazu vai Tarble
- Nashihara Kumiko vai Gure
- Numata Yūsuke vai Abo
- Tanaka Kazunari vai Cado
- Masutani Yasunori vai Aka
- Yanami Jōji vai Narrator